# 아시카가 요시아키라

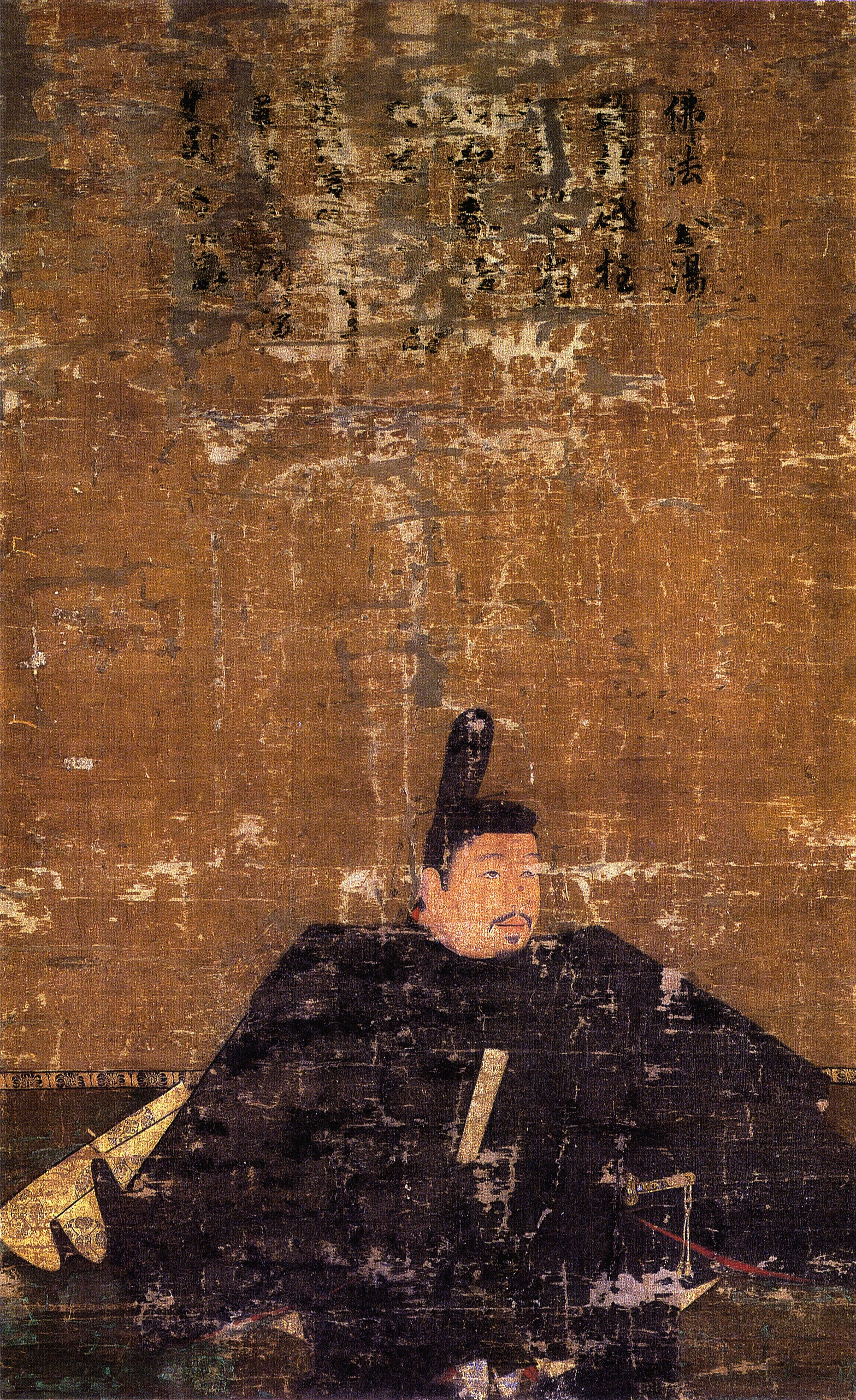
아시카가 요시아키라

아시카가 요시아키라(일본어: 足利義詮, 1330년 ~ 1367년)는 일본 무로마치 막부의 제 2대 쇼군이다. 재위 1358년 ~ 1367년. 부친은 초대 쇼군 아시카가 다카우지, 모친은 가마쿠라 막부 최후의 싯켄 호조 모리토키의 여동생으로 다카우지의 정실인 아카하시 도코(赤橋登子).

## 생애

### 쇼군 취임 이전까지
1333년(겐코 3년) 호키국 센조(船上) 산에서 거병한 고다이고 상황을 토벌하기 위하여 부친 다카우지가 가마쿠라 막부군 총대장으로서 상락했을 때, 모친 도코와 함께 호조 가문의 인질로서 가마쿠라에 억류되었다.
다카우지가 단바국에서 가마쿠라 막부에 반기를 들고 교토의 로쿠하라 단다이(六波羅探題)를 공략하자, 어린 요시아키라(당시 아명 센주오(千寿王))는 아시카가 가신들에 의해 가마쿠라에서 탈출하였다. 이후 닛타 요시사다가 요시아키라를 받들고 가마쿠라 공격에 참가시켰다. 이 때, 요시아키라는 부친 다카우지의 대리로서 가신들의 보좌를 받아 가마쿠라 공격에 참가하는 무사들에 대한 군충장을 발부하여 뒤에 아시카가 가문이 무가의 동량으로서 인식되는 단초를 만들었다. 겐무 신정에서는 숙부 아시카가 다다요시의 보좌를 받으며 가마쿠라에 머물렀고, 다카우지가 겐무 정권에서 이반하자 부친과 함께 남조와 싸우며 주로 가마쿠라에서 간토 지방을 통치하였다.
다카우지가 무로마치 막부를 개창한 뒤 아시카가 가문의 시쓰지 고노 모로나오와 다카우지의 동생 아시카가 다다요시의 대립이 격화되어 간노의 요란이 일어났다. 모로나오의 쿠데타로 다다요시가 실각하자 요시아키라는 교토로 소환되어 다다요시를 대신하여 막부의 정무를 맡게 되었다. 1351년(쇼헤이 6년/간노 2년) 8월에는 다카우지가 다다요시 파에 대항하기 위해 요시아키라와 함께 남조에 항복하고 11월에는 연호를 남조의 쇼헤이로 통일하는 쇼헤이 통일이 이루어졌다. 다음해 남조의 기타바타케 지카후사(北畠親房)와 구스노키 마사노리(楠木正儀)가 교토를 침공하자 요시아키라는 교토에서 도주하여 오미국으로 피난하였다. 그 결과 고곤 상황, 고묘 상황, 스코 천황 세 상황을 빼앗겼으나, 간노의 연호를 부활시킴과 동시에 병사를 모아 교토를 탈환하고 삼종의 신기가 없는 상태로 새로이 고코곤 천황의 즉위를 실현시켰다. 또한, 1353년(쇼헤이 8년/분나 2년) 6월에도 아시카가 다다후유(足利直冬)와 야마나 도키우지(山名時氏) 등의 공세로 일시적으로 교토를 빼앗겼다.

### 쇼군 취임 이후
1358년(쇼헤이 13년/엔분 3년) 4월에 다카우지가 사망하자 12월에 요시아키라는 세이이타이쇼군에 임명되었다. 이 즈음에는 주고쿠 지방의 야마나 가문과 오우치 가문 등의 향배가 정해지지 않았으며, 규슈 지방에서는 가네요시 친왕(懐良親王)이 이끄는 남조 세력(정서부)이 건재하였다. 요시아키라는 조속히 가와치국과 기이국으로 출병하여 남조군과 교전하여 아카사카 성(赤坂城)을 함락했다. 그러나 한편 막부 안에서는 1361년(쇼헤이 16년/고안 원년)에 호소카와 기요우지(細川清氏) ・ 하타케야마 구니키요(畠山国清)와 대립한 닛키 요시나가(仁木義長)가 남조에 항복하였고, 더욱이 시쓰지(간레이) 기요우지까지도 사사키 도요(佐々木道誉)의 참언으로 이반하여 남조에 항복하는 등 권력항쟁이 끊이지 않았다. 이 틈을 타 남조 측이 일시적으로 교토를 탈환하는 등 정권은 매우 유동적이었다.
그러나 호소카와 기요우지와 하타케야마 구니키요를 멸망시키고, 1362년(고안 2년/쇼헤이 17년) 7월에는 기요우지가 실각한 이래 공석이었던 간레이 직에 시바 요시유키(斯波義将)를 임명했다. 1363년(쇼헤이 18년/조치 2년)에는 오우치 가문, 야마나 가문이 막부에 귀순하여 정권은 안정화되기 시작하였으며, 닛키 요시나가, 모모이 다다쓰네(桃井直常), 이시토 요리후사(石塔頼房) 등도 막부에 귀순하고 남조와의 강화도 진척을 보였다. 같은 해, 요시아키라의 집주에 의해 19번 째 칙선 와카집에 해당하는 《신슈이와카슈》(新拾遺和歌集)가 고코곤 천황의 윤지를 받았다. 1365년(쇼헤이 20년/조치 4년) 2월에는 산조보몬 마데노코지(三条坊門万里小路)의 새 저택으로 이사하였다. 이 사이에 요시아키라는 소송 제도의 정비에 착수하여 효죠슈(評定衆)·히키쓰케슈(引付衆)를 축소하고 쇼군의 친재권의 확대를 꾀했다(고젠사타御前沙汰). 온조지와 난젠지의 다툼에서는 이마가와 사다요에게 명하여 온조지가 관리하는 오사카 관(逢坂関) 등을 파괴하였다. 1366년(쇼헤이 22년/조치 6년)에는 시바 가문이 일시적으로 실각하자 호소카와 요리유키(細川頼之)를 간레이에 임명하였다(조치의 변).
1367년 11월, 측실 기노 요시코(紀良子)와의 사이에서 낳은 어린 아들 아시카가 요시미쓰를 간레이 호소카와 요리유키에게 부탁하고 다음 달 병으로 사망하였다. 향년 38세. 죽기 이틀 전, 코피를 다량으로 분출했다고 산조 긴타다(三条公忠)의 일기 《후우매기》(後愚昧記)에 기록되어 있다. 또한, 같은 해 3월 5일에는 동생 아시카가 모토우지가 요시아키라보다 먼저 사망했다. 요시아키라는 유언으로 '내가 죽고 나면 일찍이부터 경모해 온 간린지(観林寺)의 구스노키 마사쓰라(楠木正行) 묘소 옆에 묻어주길 바란다'고 하여 유언대로 마사쓰라의 묘 옆에 묘소가 건립되었다.

### 통칭과 저택
산조보몬(三条坊門)에 저택이 있었기 때문에 보몬도노(坊門殿)라고 불렸다. 또한, 무로마치 스에아키(室町季顕)에게 '화정(花亭)'을 사서 별채로 삼았다. 후에 화정은 스코 천황에게 헌상되어 센토 고쇼가 되었다. 그리고 아시카가 요시미쓰가 다시 천황가에게서 화정을 양도받아 저택을 지었는데, 이것이 세간에 회자되었던 하나노 고쇼(花の御所)이다.

## 요시아키라의 헨기를 받은 인물
- 아라카와 아키요리(荒川詮頼)
- 잇시키 아키노리(一色詮範)
- 오우치 요시히로(大内義弘)
- 나카조 아키히데(中条詮秀)
- 도키 아키나오(土岐詮直)
- 호소카와 아키하루(細川詮春)

## 진고지 3상과 아시카가 요시아키라

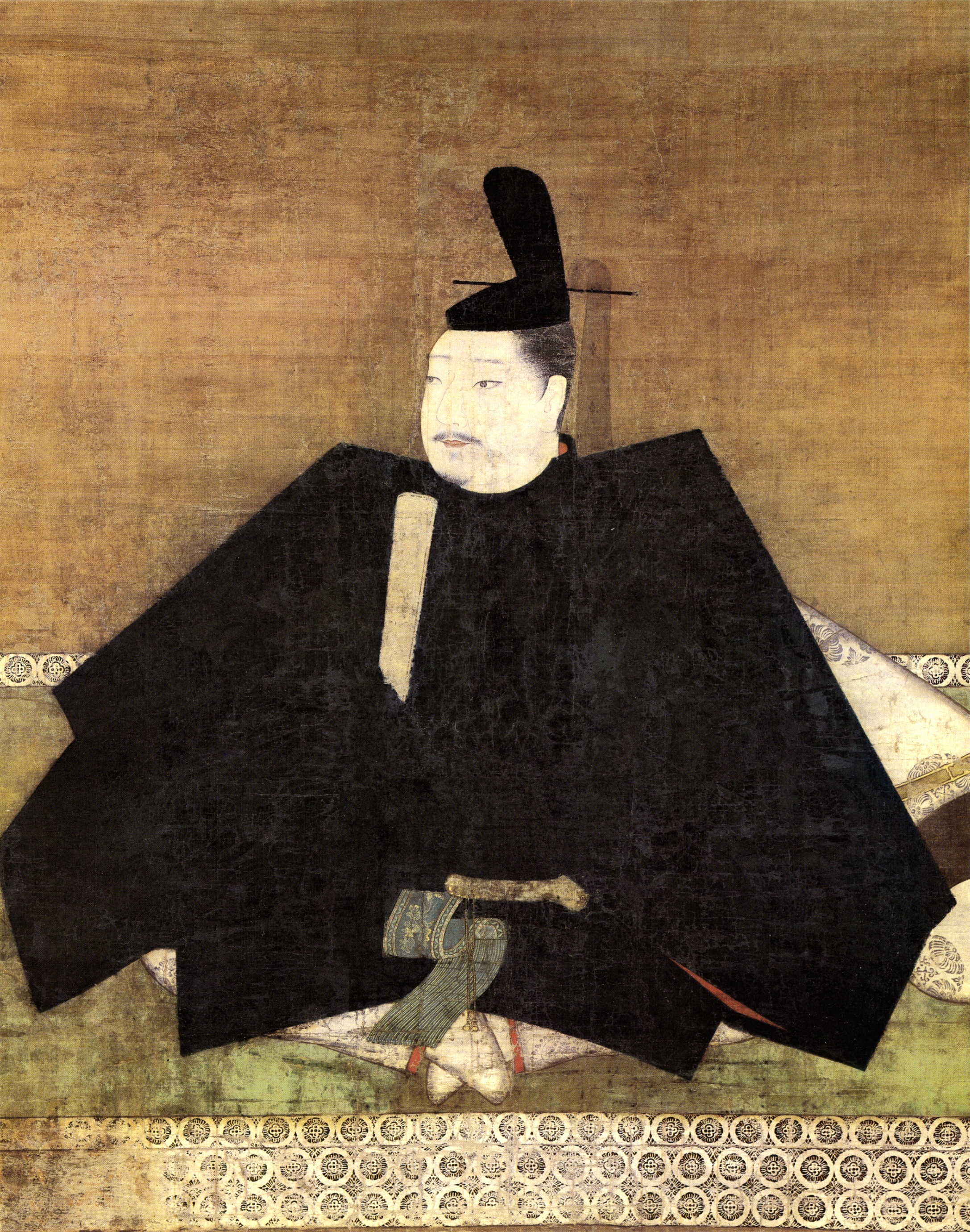
진고지 3상의 하나인 전(傳) 후지와라노 미쓰요시 상. 초상화의 실제 주인공은 아시카가 요시아키라라는 설이 제기되었다.

일본 교토의 진고지(神護寺)에는 견본저색(絹本著色)으로 제작된 소쿠타이 차림을 한 세 명의 인물상이 소장되어 있는데, 이를 통칭 진고지 3상이라 부른다. 1951년 일본의 국보로 지정될 당시 이들 초상화는 각각 전(伝)이라는 단어를 붙여서 각각 미나모토노 요리토모(源頼朝), 다이라노 시게모리(平重盛), 후지와라노 미쓰요시(藤原光能)의 초상화로 비정되었다. 이는 남북조 시대 초기(14세기 중엽) 성립되었다는 《진고지 략기》라는 문헌에 "진고지의 센도인(1188년 건립)에는 고시라카와인과 다이라노 시게모리, 미나모토노 요리토모, 후지와라노 미쓰요시, 다이라노 가타후사(平業房) 등의 초상이 있었는데, 이는 후지와라노 다카노부(藤原隆信)의 작품이었다"라는 기술과, 대영박물관에 소장된 진고지 3상 가운데 하나인 전 미나모토노 요리토모상의 모사화에 붙은 찬에 이 모사화가 남북조 시대에서 무로마치 시대에 걸쳐 제작되었으며 미나모토노 요리토모의 것이라는 명기가 있음을 그 근거로 한 것이다. 이에 대해서는 일본 미술학계의 주류는 아니었으며, 진고지 3상의 수리 보고서가 제작되는 1980년대까지 이설 정도로 그치고 있었다.
1995년 일본 도쿄 국립문화재연구소의 요네쿠라 미치오(米倉迪夫)는 지금까지 미나모토노 요리토모의 초상화로 알려졌던 진고지 3상 가운데 하나는 사실은 아시카가 다다요시의 것이라는 새로운 설을 발표하여 반향을 일으켰다. 또한 다이라노 시게모리의 것이라 전하는 초상화와 똑같이 왼편을 향하고 있는 후지와라노 미쓰요시의 것이라 전하는 초상화에 대해서도 요네쿠라 미치오는 아시카가 다카우지의 아들로 2대 쇼군이 되었던 아시카가 요시아키라의 것이라 비정하였다. 교토 등지원(等持院)에 소장된 아시카가 요시아키라의 목상과 해당 초상화의 얼굴이 흡사하다는 것이 요네쿠라의 근거였는데, 요네쿠라의 설에 동조했던 사학자 구로다 히데오(黒田日出男)는 정치적인 관점에서 1345년부터 몇 년 동안 막부 내에서 아시카가 다카우지와 다다요시 형제의 이두정치가 이루어졌으나 간노의 소란(観応の擾乱)으로 양자간의 관계가 붕괴하고 간노(観応) 2년에 다다요시가 다카우지에게 이기고 다카우지가 일단 정치 일선에서 물러났으며 다다요시는 다카우지의 아들인 요시아키라를 자신의 정치 파트너로 선택하고 새로운 이두정치를 시작하였던 점을 들어서, 이때 다카우지의 초상화(즉 다이라노 시게모리의 것으로 알려졌던 초상화)를 대신해서 새롭게 요시아키라의 초상화(즉 후지와라노 미쓰요시의 것으로 알려졌던 초상화)가 제작되었다고 추론하였으며, 다카우지의 초상화(전 시게모리 초상화)에서 큰 결손이나 접힌 부분이 보이는 것은 요시아키라의 초상화가 그려졌을 때 이미 다카우지의 초상화가 접혀 있었음을 나타낸다고 보았다. 아울러 전 후지와라노 미쓰요시의 초상화가 입술 부분이 일부 수정된 흔적이 보이는 것도 요시아키라가 조와(貞和) 5년(1349년) 10월까지 오랫동안 가마쿠라에 있었으므로 요시아키라의 얼굴에 대해 얻은 정보가 미비한 상태에서 그려졌던 초상화가 사후 수정되었다고 해석할 수 있고, 이는 통설에서 후지와라노 미쓰요시의 상이 가장 나중에 제작되었다는 판단과도 부합한다고 주장하였다.
요네쿠라 미치오와 구로타 히데오의 설은 그때까지의 통설을 흔들어놓았지만, 역사학에서는 논거의 명확함으로 새로운 학설을 지지한다는 의견이 나오고 있는것과 달리 미술사의 입장에서는 세 상의 화풍이 헤이안 후기-가마쿠라 초기의 것이고 양식으로 보아 남북조 시대의 것이라고는 말하기 어려우며 세 상의 성립을 남북조 시대까지 낮추어 볼 적극적 이유가 없다며 거듭 강조하는 등 양자간의 골이 깊다. 미술사학자 미야지마 신이치(宮島新一)는 《아시카가 다다요시 원문》에는 아시카가 다카우지와 다다요시 두 사람의 것밖에 언급하지 않고 있는데 이를 진고지 3상과 연결지어 보는 것은 학술상 허용되지 않고, 생김새가 유사하다는 것만 가지고 주인공이라고 판단할 수는 없다며 비판하였다. 고실가 곤도 요시카즈(近藤好和)는 세 상의 의상·무구를 면밀히 고증하고 세 상의 통과가 13세기 전기까지 되짚을 수 있음을 증명하였다.

## 같이 보기
- 아시카가 다다요시